# Natuurreservaat Leskären
Natuurreservaat Leskären is een Zweeds natuurreservaat in het noordwesten van de Botnische Golf. Het ligt in de Pite-archipel en daarmee automatisch binnen de gemeente Piteå. Het natuurreservaat uit 1997 bestaat uit de twee eilanden Lill-Leskäret en Stor-Leskäret en de omliggende wateren. Het wateroppervlak is groter dan het landoppervlak (0,17 km²). De eilanden hebben karakteristieke strandwallen en klapperstenar, een soort verbrokkeld rotssteen.  